# زنان تروا
زنان تروا نمایشنامه‌ای از ژان پل سارتر، نویسندهٔ اهل فرانسه است که در ایران با ترجمهٔ قاسم صنعوی منتشر شد.

## موضوع داستان
سارتر برای بیان پاره‌ای حرف‌ها و دغدغه‌های خود به اقتباس از یک نمایش نامهٔ کهن یونانی به نام «زنان تروا» روی آورد و آن را با عناصر و مفاهیم دوران خود درهم آمیخت. در متون تاریخی و ادبی یونان ماجرای ربوده شدن هلن، همسر منلاس، که بهانه‌ای برای انهدام شهر تروا می‌شود، داستانی کهن و شناخته شده‌است؛ ولی وقتی ژان پل سارتر به روزآمدسازی این ماجرا می‌پردازد و در خلال کلمه‌هایی که بر زبان شخصیت‌های تراژدی آوری پید می‌گذارد، از جنگ‌های استعماری سخن می‌گوید و از جنگ ویتنام به عنوان جنگی کثیف یاد می‌کند، سخنش معنایی دیگر می‌یابد.